# Edificio Moreira Garcez
L'Edificio Moreira Garcez (in portoghese Edifício Moreira Garcez) è un edificio storico della città di Curitiba in Brasile. 

## Storia
La costruzione dell'edificio fu concepita nel 1926 dal sindaco João Cid Moreira Garcez e avviata l'anno successivo. Progettato dall'ingegnere Eduardo Fernando Chavez e realizzato in più fasi, il Moreira Garcez fu inaugurato nel 1933 con cinque piani e un seminterrato, diventando il primo grattacielo di Curitiba e, all'epoca, il terzo edificio più alto del Brasile. Nel 1937 venne aggiunto un ulteriore piano, mentre gli ultimi due furono completati vent'anni dopo, portando la struttura agli attuali otto piani.
L'idea originaria prevedeva la realizzazione di un albergo di lusso, ma nel corso degli anni l'edificio ha svolto diverse funzioni. Tra le più significative, è stato la sede del consolato della Germania nazista tra gli anni '30 e '40, oltre ad aver accolto un centro commerciale e la sede della Federação Paranaense de Futebol, prima di essere trasformato in un edificio a uso direzionale.

## Descrizione
L'edificio è situato all'angolo tra l'Avenida Luiz Xavier e la Rua Voluntários da Pátria, accanto alla Praça Osório. Presenta uno stile Art déco.